# Ẩm thực Thổ Nhĩ Kỳ

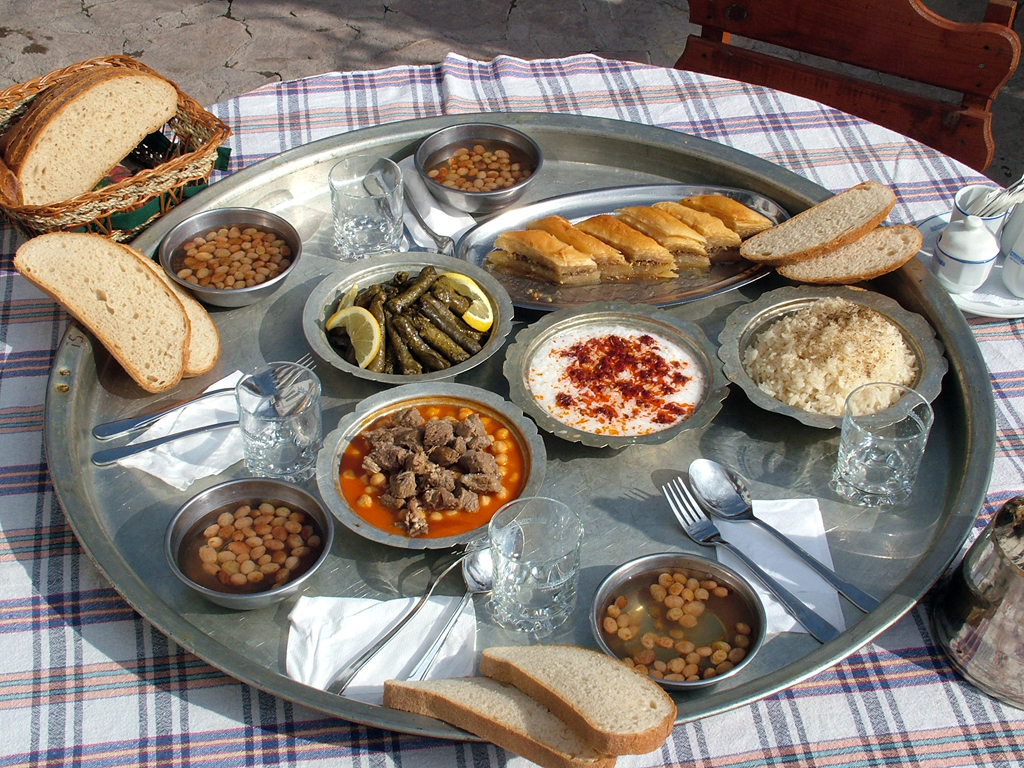
Các món ăn Thổ Nhĩ Kỳ trên một "sini", hay mâm, từng được sử dụng ở các khu vực nông thôn thay thế truyền thống cho bàn ăn.

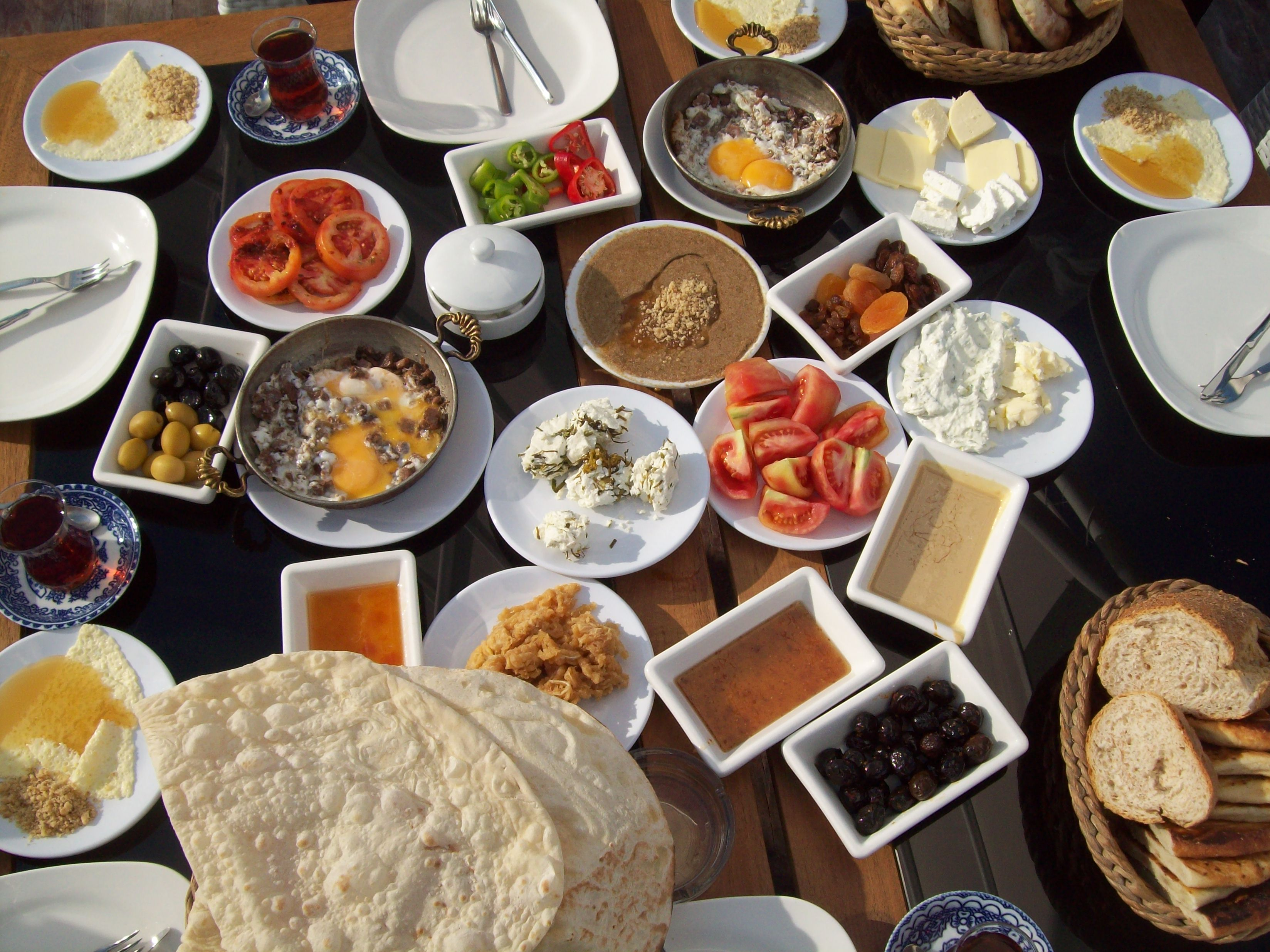
Món "Van breakfast"

Ẩm thực Thổ Nhĩ Kỳ hoặc ẩm thực Anatolia (tiếng Thổ Nhĩ Kỳ: Türk mutfağı) chủ yếu là di sản của ẩm thực Ottoman, mà có thể được mô tả như một sự hợp nhất và tinh tế của Trung Á, Kavkaz, Trung Đông, Địa Trung Hải và các nền ẩm thực Balkan. Ẩm thực Thổ Nhĩ Kỳ chịu ảnh hưởng của các nền ẩm thực nêu trên và các nền ẩm thực của các quốc gia láng giềng khác, bao gồm cả những nước Tây Âu. Người Ottoman đã pha trộn các truyền thống ẩm thực khác nhau của lĩnh vực của họ có ảnh hưởng từ các nền ẩm thực Trung Đông, cùng với các yếu tố truyền thống Turkic từ Trung Á (vị dụ như sữa chua và mantı), tạo thành một mảng rộng lớn của đặc sản, nhiều món với các liên kết khu vực mạnh mẽ.
Ẩm thực Thổ Nhĩ Kỳ khác nhau trên khắp đất nước. Phong cách chế biến của Istanbul, Bursa, Izmir, và phần còn lại của khu vực Aegea thừa hưởng nhiều yếu tố của ẩm thực cung đình Ottoman, với việc sử dụng các loại gia vị nhẹ hơn, ưa thích gạo hơn là bulgur, koftesi và sẵn có rộng rãi hơn của rau hầm (türlü) cà tím, dolma và cá nhồi. Các món ăn của vùng biển Đen sử dụng cá rộng rãi, đặc biệt là loài cá cơm Biển Đen (hamsi), đã bị ảnh hưởng bởi các món ăn Balkan và Slavic, và bao gồm các món ăn ngô. Các món ăn ở đông nam: Urfa, Gaziantep và Adana nổi tiếng với sự đa dạng của thịt nướng, meze và món tráng miệng làm từ bột nhào: như baklava, kadayıf và künefe.
Đặc biệt trong các phần phía tây của Thổ Nhĩ Kỳ, nơi cây ô liu được trồng nhiều, dầu ô liu là loại chủ yếu của dầu dùng để nấu ăn. Các món ăn của Aegea, Marmara và vùng Địa Trung Hải là nhiều rau, các loại thảo mộc, và cá. Trung bộ Anatolia có nhiều đặc sản nổi tiếng, như keşkek (kashkak), manti (đặc biệt là từ Kayseri) và gözleme.
Tên của một đặc sản đôi khi bao gồm tên của một thành phố hoặc khu vực đó, hoặc là trong hoặc bên ngoài của Thổ Nhĩ Kỳ, và có thể tham khảo các kỹ thuật cụ thể hoặc các thành phần được sử dụng diện tích dass. Ví dụ, sự khác biệt giữa Urfa kebab và Adana kebab là độ dày của các xiên và số lượng hạt tiêu nóng có trong món kebab đó. Urfa kebab ít cay và dày hơn Adana kebap.